# Walter Otto (historien)
Pour les articles homonymes, voir Walter Otto et Otto.
Walter Otto, né le 30 mai 1878 à Breslau et mort le 1er novembre 1941 à Munich, est un historien allemand de l'Antiquité. Il ne doit pas être confondu avec un autre historien contemporain, spécialiste de l'Antiquité, Walter Otto (1874-1958).

## Biographie
Après ses études secondaires à Breslau, Walter Otto étudie à partir de 1896 à l'université de Breslau la philologie classique et orientale, auprès notamment d'Ulrich Wilcken, Conrad Cichorius, Eduard Norden (de), Franz Skutsch (de), Friedrich Delitzsch et Heinrich Zimmern. Il est membre depuis 1897 de la Corps Borussia Breslau (de).
Il est promu comme doctor philosophiæ en 1903 après avoir présenté au professeur Wilcken sa thèse portant sur l'organisation de la prêtrise grecque en Égypte hellénistique (Die Organisation der griechischen Priesterschaft im hellenistischen Ägypten), puis il étudie encore deux semestres à l'université de Berlin auprès d'Adolf Erman, Ulrich von Wilamowitz-Moellendorff, Hermann Diels et Eduard Meyer. Après son habilitation en 1907, il retourne à Breslau. Il est nommé professeur extraordinaire à Greifswald, puis professeur ordinaire en 1909. En 1914, il prend la chaire de l'université de Marbourg, puis en 1916 succède à Breslau au professeur Cichorius. En 1918, il succède au professeur Wilcken à la chaire d'histoire ancienne de l'université Louis-et-Maximilien de Munich, position qu'il occupe jusqu'à sa mort en 1941. Son ancien étudiant, Helmut Berve, lui succède.
En plus de sa carrière universitaire, le professeur Otto dirige le département d'histoire de l'Institut de recherche des papyrus et de l'histoire du droit antique, dépendant de l'université de Munich. Il dirige également avec Fritz Hommel le séminaire d'égyptologie et d'antiquité moyen-orientale fondé en 1923.
En 1918, il est élu membre extraordinaire de l'Académie bavaroise des sciences et en 1920, membre ordinaire. En 1930, il devient membre ordinaire de l'Institut allemand d'archéologie Il était aussi membre-correspondant de l'Académie autrichienne des sciences, de l'Académie des sciences de Berlin et de la British Academy.
Le professeur Otto avait un point de vue conservateur en politique. Il était membre de 1918 à 1930 du DNVP. Il refusa d'adhérer au NSDAP et maintenait une distance critique à l'égard du national-socialisme et de sa « révolution », ce qui ne fut pas le cas de certains de ses étudiants.

## Quelques œuvres
- Priester und Tempel im hellenistischen Ägypten. Ein Beitrag zur Kulturgeschichte des Hellenismus. 2 volumes. Leipzig 1905–1907.
- Herodes. Metzler, Stuttgart 1913.
- Die deutsche Frage. Bundesstaat oder Einheitsstaat, Berlin 1921.
- Zur Lebensgeschichte des jüngern Plinius, 1919
- Kulturgeschichte des Altertums. Ein Überblick über neue Erscheinungen. Beck, München 1925

## Source
- (de) Cet article est partiellement ou en totalité issu de l’article de Wikipédia en allemand intitulé « Walter Otto (Historiker) » (voir la liste des auteurs).